# Paul Vogt (Mediziner, 1957)
Paul Robert Vogt (* 10. Januar 1957 in Lachen SZ) ist ein Schweizer Chirurg und Hochschullehrer.

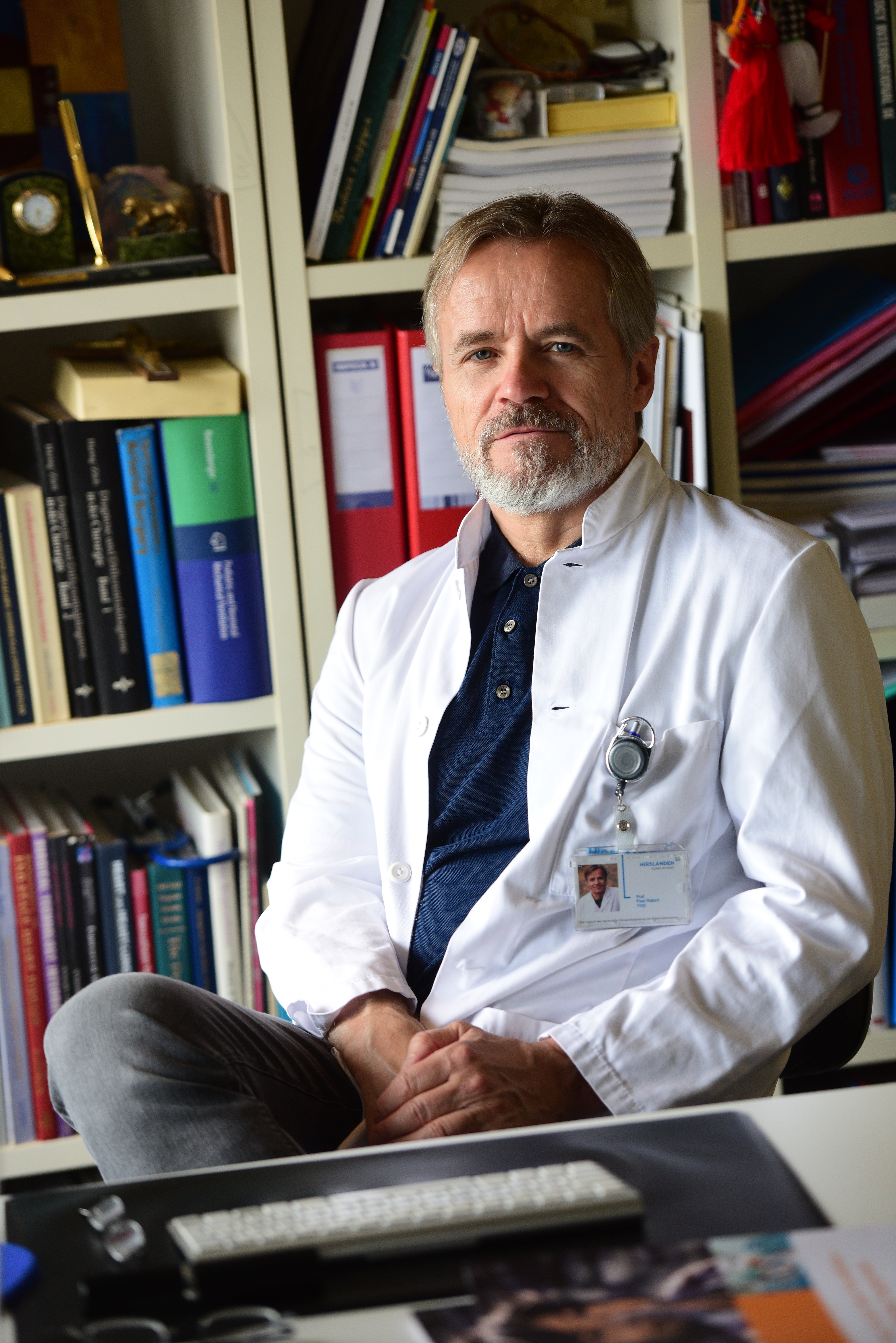
Paul Vogt (2018)

## Werdegang
Nach der Matura studierte Vogt an der Universität Zürich, wo er 1983 sein Staatsexamen ablegte. 1992 schloss er dort seine Facharztausbildung (Allgemeine Chirurgie) und Dissertation ab. Es folgten zusätzliche Facharzttitel für Herzchirurgie (1994) und spezielle Gefässchirurgie (2003).
Von 1995 bis 1996 war Vogt Oberarzt für Herz- und Gefässchirurgie am Universitätsspital Zürich. Nach einigen Jahren als Teilzeit-Dozent für kardiovaskuläre Chirurgie, wurde er 1997 zum Privatdozent an der Medizinischen Fakultät der Universität Zürich habilitiert. Im selben Jahr wurde er dort zum Leitenden Arzt und Stellvertretenden Klinikdirektor (Marko Turina). 1999 wurde Vogt Vorstandsmitglied der Schweizerischen Gesellschaft für Herz- und Gefässchirurgie.
Im Jahr 2000 wurde Vogt zum Klinischen Direktor und Chefarzt am Uniklinikum Gießen. In den nächsten Jahren folgten Gastprofessuren an verschiedenen Universitäten im Ausland (u. a. an den Medizinischen Universitäten in Wuhan, Harbin und der Hebei Universität).
Vogt gründete 2006 EurAsia Heart - A Swiss Medical Foundation, eine ehrenamtliche Schweizer Stiftung mit Sitz in Zürich, welche chirurgische Unterstützung in Osteuropa, Asien und Afrika zur Verfügung stellt. Zur gleichen Zeit wurde er Belegarzt an den Hirslanden Kliniken in Zürich. 2015 ernannte ihn das Ukrainische Zentrum für Kinder- und Erwachsenenherzchirurgie in Kiew zum Stellvertretenden Chefarzt.
Seit 2019 ist Vogt Mitglied von Swiss Surgery, einem Kompetenznetzwerk für Chirurgie und Krebsbehandlung.
2020 wirft er den westlichen Ländern Versäumnisse zu Beginn der Covid-19-Pandemie vor; er beklagt, weder deren Politiker noch Medien noch die Mehrzahl deren Bürger seien fähig, Ideologie, Politik und Medizin zu trennen. Durch politisch-ideologisch begründetes Ignorieren medizinischer Fakten sei Europa zum weltweiten Pandemie-Zentrum geworden. Seit 2003 wäre die aktuelle Corona-Pandemie mindestens acht Mal angekündigt worden, die Arroganz des Westens gegenüber China hätte dafür gesorgt, dass nicht rechtzeitig geeignete Massnahmen zur Bewältigung der Infektionen getroffen wurden.
Von Sommer 2020 bis Ende November 2022 leitete er als Klinikdirektor die Herzchirurgie am Universitätspital Zürich. Er operiert seitdem in der Klinik Im Park der Hirslanden-Gruppe.

## Ehrungen und Auszeichnungen (Auswahl)
2011 erhielt Vogt die Ehrendoktorwürde der Medizinischen Universität in St. Petersburg, wo er seit 2015 auch Professor und Fakultätsmitglied ist.
Für seine Leistungen in der experimentellen Forschung zu Infektionskrankheiten erhielt er 1998 den Merck-Sharp-Dohme Preis.
Die First Pavlov State Medical University of St. Petersburg verlieh Vogt 2018 die Kolesov-Medaille. Er ist der erste Ausländer, dem diese Auszeichnung zuteilwurde.

## Publikationen
Paul Vogt hat zahlreiche wissenschaftliche Publikationen und Artikel veröffentlicht.